# Horia Tecău
Pour les articles homonymes, voir Horia.
Horia Tecău, né le 19 janvier 1985 à Constanța, est un joueur de tennis professionnel roumain de 2003 à 2021.
Horia Tecău a remporté 38 titres ATP en double dont 2 titres du Grand Chelem à Wimbledon en 2015 et l'US Open en 2017 au côté du Néerlandais Jean-Julien Rojer. Il remporte en 2015, avec le même partenaire, le Masters de Londres ; ils terminent la saison première équipe mondiale. En 2016, il remporte la médaille d'argent des Jeux olympiques en double avec Florin Mergea. Il a également été finaliste trois fois des tournois de Wimbledon en 2010, 2011 et 2012 avec Robert Lindstedt.

## Carrière
Il s'est tout d'abord distingué chez les juniors à partir de 2002 puisqu'il a, dans un premier temps, atteint la finale de l'Open d'Australie en double avec Florin Mergea. Ils ont ensuite remporté le tournoi de Wimbledon contre Brian Baker et Rajeev Ram, puis trois autres tournois aux États-Unis en fin d'année, avant de s'incliner en finale de l'Orange Bowl. En 2003, ils sont de nouveaux finalistes à Melbourne et remportent également une seconde fois le tournoi de Wimbledon. Tecău conclut sa carrière junior par une finale aux championnats d'Europe avec Adrian Ungur. Ses performances en double avec Mergea lui ont permis d'être sacré champion du monde à l'ITF en double en 2002. En simple, son seul fait notable est une demi-finale à Wimbledon en 2003. Son meilleur classement est une 12e place.
Sur le circuit professionnel, il a remporté cinq tournois Future en simple : trois aux États-Unis, un en Australie et un en Arabie saoudite. Dans les tournois Challenger, il a participé à deux demi-finales à Mexico et à Lexington en 2006. Il a arrêté de jouer en simple en 2007.
En double, il a remporté 12 Future et 8 Challenger. Ses principaux partenaires ont été : Florin Mergea de 2003 à 2008, Robert Lindstedt de 2010 à 2012, Max Mirnyi en 2013 et Jean-Julien Rojer depuis 2014.
Il a joué son premier match pour l'équipe de Roumanie de Coupe Davis en 2003. Il devient un membre inconditionnel de l'équipe depuis 2006.
Il met un terme à sa carrière après son troisième match du Masters 2021 .

## Parcours dans les tournois duGrand Chelem

### En simple
N'a jamais participé à un tableau final.

### En double
| Année | Open d'Australie             | Open d'Australie            | Internationaux de France     | Internationaux de France   | Wimbledon                     | Wimbledon                 | US Open                      | US Open                       |
| ----- | ---------------------------- | --------------------------- | ---------------------------- | -------------------------- | ----------------------------- | ------------------------- | ---------------------------- | ----------------------------- |
| 2008  | —                            | —                           | 2e tour (1/16) F. Mergea     | Bruno Soares Dušan Vemić   | —                             | —                         | 2e tour (1/16) Y. Allegro    | M. Bhupathi M. Knowles        |
| 2009  | 1/8 de finale A. Pavel       | M. Fyrstenberg M. Matkowski | 2e tour (1/16) A. Pavel      | Bob Bryan Mike Bryan       | 1/8 de finale A. Pavel        | W. Moodie D. Norman       | 2e tour (1/16) A. Pavel      | Bob Bryan Mike Bryan          |
| 2010  | 2e tour (1/16) L. Arnold Ker | Lukáš Dlouhý Leander Paes   | 1er tour (1/32) R. Lindstedt | S. González T. Rettenmaier | Finale R. Lindstedt           | J. Melzer P. Petzschner   | 1/8 de finale R. Lindstedt   | E. Schwank H. Zeballos        |
| 2011  | 1er tour (1/32) R. Lindstedt | C. Ebelthite A. Feeney      | 1/4 de finale R. Lindstedt   | Max Mirnyi D. Nestor       | Finale R. Lindstedt           | Bob Bryan Mike Bryan      | 1/4 de finale R. Lindstedt   | S. Bolelli F. Fognini         |
| 2012  | 1/2 finale R. Lindstedt      | Bob Bryan Mike Bryan        | 2e tour (1/16) R. Lindstedt  | T. C. Huey D. Inglot       | Finale R. Lindstedt           | J. Marray F. Nielsen      | 1/8 de finale R. Lindstedt   | J. Knowle F. Polášek          |
| 2013  | 2e tour (1/16) Max Mirnyi    | M. Baghdatís G. Dimitrov    | 2e tour (1/16) Max Mirnyi    | M. Llodra N. Mahut         | 1/8 de finale Max Mirnyi      | Ivan Dodig M. Melo        | 1er tour (1/32) Max Mirnyi   | P. Cuevas H. Zeballos         |
| 2014  | 2e tour (1/16) J.-J. Rojer   | Y. Bhambri M. Venus         | 1/8 de finale J.-J. Rojer    | D. Nestor N. Zimonjić      | 1/8 de finale J.-J. Rojer     | Leander Paes R. Štěpánek  | 1/8 de finale J.-J. Rojer    | D. Marrero F. Verdasco        |
| 2015  | 1/2 finale J.-J. Rojer       | S. Bolelli F. Fognini       | 1/2 finale J.-J. Rojer       | Ivan Dodig M. Melo         | Victoire J.-J. Rojer          | Jamie Murray John Peers   | 1/4 de finale J.-J. Rojer    | P.-H. Herbert N. Mahut        |
| 2016  | 1/4 de finale J.-J. Rojer    | A. Mannarino Lucas Pouille  | 2e tour (1/16) J.-J. Rojer   | P. Cuevas M. Granollers    | 1er tour (1/32) J.-J. Rojer   | J. Marray A. Shamasdin    | 1/8 de finale J.-J. Rojer    | R. Lindstedt A.-U.-H. Qureshi |
| 2017  | 1/8 de finale J.-J. Rojer    | Marc Polmans A. Whittington | 1/8 de finale J.-J. Rojer    | Ivan Dodig M. Granollers   | 1er tour (1/32) J.-J. Rojer   | T. Kokkinakis J. Thompson | Victoire J.-J. Rojer         | F. López Marc López           |
| 2018  | 2e tour (1/16) J.-J. Rojer   | Sam Groth L. Hewitt         | —                            | —                          | —                             | —                         | 2e tour (1/16) J.-J. Rojer   | Radu Albot Malek Jaziri       |
| 2019  | 1er tour (1/32) J.-J. Rojer  | M. Arévalo J. Cerretani     | 1/4 de finale J.-J. Rojer    | Guido Pella D. Schwartzman | 1/4 de finale J.-J. Rojer     | J. S. Cabal Robert Farah  | 1er tour (1/32) J.-J. Rojer  | Jérémy Chardy Fabrice Martin  |
| 2020  | 2e tour (1/16) J.-J. Rojer   | Max Purcell Luke Saville    | 1/8 de finale J.-J. Rojer    | Mate Pavić Bruno Soares    | Annulé                        | Annulé                    | 1/2 finale J.-J. Rojer       | Mate Pavić Bruno Soares       |
| 2021  | 1/8 de finale Marcelo Melo   | Ivan Dodig Filip Polášek    | 1/4 de finale Kevin Krawietz | J. S. Cabal Robert Farah   | 2e tour (1/16) Kevin Krawietz | A. Göransson Casper Ruud  | 1/4 de finale Kevin Krawietz | Steve Johnson Sam Querrey     |

N.B. : le nom du partenaire se trouve sous le résultat ; le nom des ultimes adversaires se trouve à droite.

### En double mixte
N.B. : le nom de la partenaire se trouve sous le résultat ; le nom des ultimes adversaires se trouve à droite.

## Participation auMasters

### En double
| Année | Ville                 | Surface    | Partenaire        | Résultats | Résultat final    |
| ----- | --------------------- | ---------- | ----------------- | --------- | ----------------- |
| 2011  | Londres (O2 Arena)    | Dur indoor | Robert Lindstedt  | 1v, 2d    | Éliminé en poules |
| 2012  | Londres (O2 Arena)    | Dur indoor | Robert Lindstedt  | 1v, 2d    | Éliminé en poules |
| 2014  | Londres (O2 Arena)    | Dur indoor | Jean-Julien Rojer | 0v, 3d    | Éliminé en poules |
| 2015  | Londres (O2 Arena)    | Dur indoor | Jean-Julien Rojer | 5v, 0d    | Vainqueur         |
| 2017  | Londres (O2 Arena)    | Dur indoor | Jean-Julien Rojer | 0v, 3d    | Éliminé en poules |
| 2019  | Londres (O2 Arena)    | Dur indoor | Jean-Julien Rojer | 1v, 2d    | Éliminé en poules |
| 2021  | Turin (Pala Alpitour) | Dur indoor | Kevin Krawietz    | 1v, 2d    | Éliminé en poules |

## Classement ATP en fin de saison
| Année          | 2002 | 2003 | 2004 | 2005 | 2006 | 2007 | 2008 | 2009 | 2010 | 2011 | 2012 | 2013 | 2014 | 2015 | 2016 | 2017 | 2018 | 2019 | 2020 |
| Rang en double | 1535 | 492  | 242  | 439  | 283  | 158  | 88   | 46   | 19   | 12   | 9    | 23   | 16   | 2    | 19   | 8    | 27   | 19   | 22   |

Source : (en) Classements de Horia Tecău sur le site officiel de la Fédération internationale de tennis

## Via Transilvanica
Horia Tecău a participé à la promotion du projet de la Via Transilvanica.

### Livres publiés
- (ro) Horia Tecău, Viața în ritm de tenis, Curtea Veche Publishing, décembre 2016, 115 p., broché (ISBN 978-606-588-920-0)